# 抗原呈递细胞
抗原呈递细胞（英語：antigen-presenting cell，简称APC）也称抗原提呈细胞、辅佐细胞、抗原呈現細胞，是指在免疫反應过程中，能将抗原物质提呈给T细胞的一类辅佐细胞。其细胞表面的MHC分子可以和抗原肽段结合，进而为T细胞表面的T细胞受体（TCRs）所识别。
APC是一群异质性细胞，可大致分为两类：专职（professional）抗原呈递细胞和兼职（non-professional）抗原呈递细胞，前者同时表达MHC-I类和MHC-II类分子，后者仅表达MHC-I类分子。专职抗原呈递细胞主要包括白细胞中的巨噬细胞、B细胞及树突状细胞；兼职抗原呈递细胞则包含其它有核体细胞，例如内皮细胞在细胞因子的影响下，可具提呈细胞的功能。